# American Crime
American Crime é uma série de televisão antológica estadunidense, do gênero drama criminal, transmitida pela ABC de 5 de março de 2015 até 30 de abril de 2017. A série foi criada por John Ridley, e estrelada Felicity Huffman e Timothy Hutton.
A série segue um formato antológico, com cada temporada apresentando uma história independente com novos personagens, muitas vezes interpretados pelo mesmo grupo de atores. Atores que aparecem em todas as três temporadas incluem Huffman, Hutton, Richard Cabral, Benito Martinez, Lili Taylor e Regina King; enquanto Elvis Nolasco e Connor Jessup têm papéis principais em duas temporadas.
A série foi renovada para uma segunda temporada em 7 de maio de 2015. A segunda temporada, que estreou sob demanda em 17 de dezembro de 2015, estreou na televisão em 6 de janeiro de 2016. Em 12 de maio de 2016, a ABC renovou a série para uma terceira temporada, que estreou em 12 de março de 2017. "American Crime" foi uma série de televisão muito aclamada pela crítica especializada. Em 2015, a série recebeu dez indicações para o Emmy.
Em 11 de maio de 2017, a ABC cancelou a série após três temporadas.

## Enredo
A primeira temporada se passa em Modesto, Califórnia, onde um veterano de guerra se torna vítima de uma invasão domiciliar que deu errado e a vida de quatro pessoas muda para sempre depois que cada uma está ligada ao crime.
A segunda temporada se passa em Indianápolis, Indiana, onde os co-capitães do time de basquete de uma escola particular são acusados de agredir sexualmente um colega de classe e postar fotos do incidente online.
A terceira temporada se passa em Alamance County, Carolina do Norte, onde cinco pessoas lutam para sobreviver em um lugar onde o sonho americano vem com um preço, repleto de questões trabalhistas, divisões econômicas e direitos individuais.

## Elenco

### Primeira temporada

#### Elenco principal
- Felicity Huffman como Barbara "Barb" Hanlon
- Timothy Hutton como Russ Skokie
- W. Earl Brown como Thomas "Tom" Carlin
- Richard Cabral como Hector Tontz
- Caitlin Gerard como Aubry Taylor
- Benito Martinez como Alonzo Gutiérrez
- Penelope Ann Miller como Eve Carlin
- Elvis Nolasco como Carter Nix
- Johnny Ortiz como Anthony "Tony" Gutiérrez

#### Elenco recorrente
- Regina King como Aliyah Shadeed[16] (nascida Doreen Nix), a irmã de Carter Nix e uma muçulmana convertida
- David Hoflin como Mark Skokie, o filho mais novo de Barb e Russ, licenciado do exército
- Gwendoline Yeo como Richelle, noiva de Mark
- Gleendylis Inoa como Jennifer "Jenny" Gutiérrez, a irmã de Tony e filha de Alonzo Gutiérrez
- Lili Taylor como Nancy Straumberg[17]
- Kira Pozehl como Gwendolyn "Gwen" Skokie, a esposa de Matt que está em coma depois de ser espancada durante uma invasão domiciliar
- Grant Merritt como Matt Skokie, o marido de Gwen que foi morto durante uma invasão domiciliar
- Bob Hess como Michael Taylor, o pai de Aubry
- Jennifer Savidge como Ruth Taylor, a mãe de Aubry
- Joe Nemmers como Rick Soderbergh, um deputado
- Brent Anderson como Chuck Palmer, um detetive
- Todd Terry como Jackson, advogado de defesa de Hector Tontz

### Segunda temporada

#### Elenco principal
- Felicity Huffman como Leslie Graham, a diretora manipuladora da escola particular[18]
- Timothy Hutton como Dan Sullivan, o treinador de basquete da escola[18]
- Lili Taylor como Anne Blaine, a mãe de Taylor[9]
- Elvis Nolasco como Chris Dixon, o diretor da escola pública[19]
- Trevor Jackson como Kevin LaCroix, um estudante da escola particular e capitão do time de basquete[20]
- Connor Jessup como Taylor Blaine, o acusador de abuso sexual[21]
- Joey Pollari como Eric Tanner, um jogador de basquete gay acusado de abuso sexual por Taylor[22]
- Angelique Rivera como Evy Dominguez, a namorada de Taylor e uma testemunha do crime[21]
- Regina King como Terri LaCroix, a mãe estrita de Kevin[23]

#### Elenco recorrente
- Hope Davis como Steph Sullivan, a mulher do treinador Sullivan[24]
- Faran Tahir como Rhys Bashir, o presidente do conselho de Leyland[25]
- André L. Benjamin como Michael LaCroix, o pai de Kevin[26]
- Emily Bergl como Lillah Tanner, a mãe de Eric[27]
- Christopher Stanley como Charles, um empresário e namorado de Leslie[28]
- Brent Anderson como Curt Tanner, o pai de Eric
- Stephanie Sigman como Monica Salazar, a administradora da escola pública e colega de Dixon[29]
- Richard Cabral como Sebastian De La Torre, um hacker de computadores
- Lynn Blackburn como Cammy Ross, uma repórter para uma mídia local
- Sky Azure Van Vliet como Becca Sullivan, a filha do treinador Sullivan e líder de torcida
- Michael Seitz como Wes Baxter, um jogador de basquete em Leyland
- Ty Doran como Peter Tanner, o irmão de Eric e um estudante da escola pública Marshall

### Terceira temporada

#### Elenco principal
- Felicity Huffman como Jeanette Hesby[11][30]
- Timothy Hutton como Nicholas Coates[31][32]
- Lili Taylor como Clair Coates, esposa de Nicholas[33][32]
- Connor Jessup como Coy Henson, um jovem viciado em drogas[34][35]
- Richard Cabral como Isaac Castillo, um chefe da equipe da fazenda[36][35]
- Benito Martinez como Luis Salazar, um pai mexicano que quer encontrar seu filho desaparecido[37][35]
- Regina King as Kimara Walters, uma assistente social que deseja ter um bebê[12]

#### Elenco recorrente
- Sandra Oh como Abby Tanaka[38]
- Cherry Jones como Laurie Ann Hesby, a matriarca das fazendas Hesby[39][35]
- Tim DeKay como JD Hesby, irmão de Laurie Ann[40]
- Janel Moloney como Raelyn, irmã de Jeannetter, uma mãe solteira que foi recentemente abandonada pelo seu marido[41]
- Dallas Roberts como Carson Hesby, marido de Jeanette[30]
- Ana Mulvoy Ten como Shae Reese, uma prostituta de 17 anos de idade[42][35]
- Mickaëlle X. Bizet como Gabrielle Durand, uma mulher Haitiana, a babá dos filhos dos Coates[32][35]
- Clayton Cardenas como Diego Castillo[35]

## Episódios
| Temporada | Temporada | Episódios | Exibição original    | Exibição original   |
| Temporada | Temporada | Episódios | Estreia de temporada | Final de temporada  |
| --------- | --------- | --------- | -------------------- | ------------------- |
|           | 1         | 11        | 5 de março de 2015   | 14 de maio de 2015  |
|           | 2         | 10        | 6 de janeiro de 2016 | 9 de março de 2016  |
|           | 3         | 8         | 12 de março de 2017  | 30 de abril de 2017 |

## Produção
Em outubro de 2013, a ABC anunciou que estava desenvolvendo um episódio piloto de um drama criado por John Ridley. Em janeiro de 2014, a ABC aprovou o piloto e assinou um acordo com Ridley para continuar a produção da série.
Elvis Nolasco e Caitlin Gerard foram os primeiros membros regulares a serem escalados, conforme anunciado em 14 de fevereiro de 2014. Mais tarde, Richard Cabral, Johnny Ortiz, Benito Martinez e W. Earl Brown foram escalados para papéis coadjuvantes regulares no piloto. No início de março, Timothy Hutton foi escalado para o papel principal de Russ, e Penelope Ann Miller assinou um papel coadjuvante como mãe da esposa do homem assassinado. Logo depois, foi anunciado que Felicity Huffman havia sido escalada para o papel principal de Barb Skokie, ex-esposa estóica de Russ e mãe do jovem assassinado.

## Prêmios e indicações
| Ano  | Prêmio                            | Categoria                                  | Recipiente       | Resultado |
| ---- | --------------------------------- | ------------------------------------------ | ---------------- | --------- |
| 2015 | Critics' Choice Television Awards | Melhor série limitada                      | American Crime   | Indicado  |
| 2015 | Critics' Choice Television Awards | Melhor atriz em um filme ou série limitada | Felicity Huffman | Indicado  |
| 2015 | Critics' Choice Television Awards | Melhor ator em um filme ou série limitada  | Elvis Nolasco    | Indicado  |